# Trenczyńskie Cieplice
Trenczyńskie Cieplice (słow. Trenčianske Teplice, węg. Trencsénteplic, niem. Trentschinteplitz) – uzdrowisko w zachodniej Słowacji, w dolinie potoku Teplička, w obszarze gór Strażowskich.

## Historia
- 1241 – pierwsza wzmianka o źródłach termalnych na terenach dzisiejszych Trenczyńskich Cieplic;
- 1594 – nabycie miejscowości przez rodzinę Illésházych;
- 1835 – wiedeński bankier Georg Sina kupuje Trenczyńskie Cieplice;
- 1888 – zakończenie budowy sanatorium „Sina”, wyróżniającego się łaźnią w stylu arabskim;
- 1890 - oddano do użytku dom kąpielowy „Hamman” z wnętrzem w stylu arabsko-mauretańskim[6];
- 1909 – doprowadzenie kolei wąskotorowej;
- 1930 - uzdrowisko gościło 10 881 kuracjuszy, z czego 39,8 % stanowili goście z zagranicy[7].

## Miasta partnerskie
- Nałęczów
- Aschersleben
- Bad Deutsch-Altenburg
- Spitz
- Uherský Ostroh
- Vsetín
- Wilamowice
- Żarki